# Кембо-Экоко, Жирес
Жире́с Кембо́-Экоко́ (фр. Jirès Kembo-Ekoko; род. 8 января 1988, Киншаса) — французско-конголезский футболист, выступал на позиции нападающего, правого вингера. Жирес — сын известного футболиста Жана Кембо Уба-Кембо, игравшего за сборную Заира на Кубке африканских наций 1974 и чемпионате мира 1974. Кембо-Экоко родился в Заире (ныне это ДР Конго), однако в прошлом играл за молодёжную сборную Франции.

## Ранние годы
Кембо-Экоко родился в Киншасе. Из-за тяжёлой ситуации в Конго, переехал во Францию, когда ему было шесть лет, и там жил в Бонди, со своим дядей и старшей сестрой. Мать решила отправить его учиться в Европу, а сами родители остались в Заире.
Кембо-Экоко начал играть в футбол на улице. Он был замечен скаутами разных академий на школьных соревнованиях. В возрасте 9 лет Кембо-Экоко подписал контракт с молодёжной командой «Бонди» в 1997 году. Тренером там был Уилфрид Мбаппе. Через некоторое время Уилфрид, у которого уже был собственный годовалый сын Килиан, законно усыновил Жиреса.
Четыре года спустя он присоединился к другой молодёжной команде, «Клерфонтен». После трёх лет обучения он перешёл в «Ренн». Присоединившись к клубу, Кембо-Экоко вскоре приступил к тренировкам с резервной, молодёжной командой. Из-за его технических качеств товарищи по команде прозвали его «Кембиньо». К концу мая 2006 года он подписал свой первый профессиональный контракт.

## Клубная карьера

### «Ренн»
В своем первом сезоне Кембо-Экоко дебютировал, заменив Джимми Бриана, в матче против «Лилля». С момента своего дебюта, он очень мало играл в первой команде в том сезоне, что привело к переговорам по аренде игрока в Лигу 2, но клуб отклонил предложения.
Во втором сезоне время игры Кембо-Экоко было не столь велико. Под руководством Пьера Дреосси, Кембо-Экоко дебютировал в Кубке УЕФА, заменив Жерома Леруа. В следующем матче Кубка УЕФА Кембо-Экоко забил «Бранну». В конце сезона он получил французское гражданство и был вызван в сборную Франции.
В своем третьем сезоне Кембо-Экоко провёл 13 матчей и забил 3 гола под руководством Ги Лякомба. При Лякомбе он получил больше игрового времени. В третьем матче кубка лиги против «Ле-Мана» 24 сентября 2008 года Кембо-Экоко забил свой первый гол в турнире. В том же году его связали с переходом в футбольный клуб «Рединг», но тщетно.
В его четвёртом сезоне многие нападающие, такие как Джимми Бриан, Мусса Сов и Микаэль Пагис, покинули клуб, однако их удалось заменить с помощью Асамоа Гьяна и Исмаэля Бангуру, футболистов, вытеснивших Кембо-Экоко из стартового состава. Но несмотря на это, он забил свой первый гол в сезоне «Тулузе» . Как оказалось в итоге, в отличие от предыдущего сезона, в данном он почти не получал игрового времени в клубе.
Поскольку его контракт истекал в конце сезона, Кембо-Экоко продлил контракт до 2013 года.
В своём пятом сезоне Кембо-Экоко удалось вернуться в стартовый состав после того, как Гьян и Бангура покинули клуб. Антонетти дал 'Кембиньо' больше игрового времени. Его выступления побудили федерацию футбола Конго попросить Кембо-Экоко присоединиться к их национальной сборной, но он отказался, сославшись на то, что должен сосредоточиться на клубной карьере.
Во время матча против «Бордо» 12 декабря 2010 года Жирес получил травму лодыжки от Салифа Сане. Ему пришлось перенести операцию, которая прошла успешно, но был ряд осложнений. Потратив время на реабилитацию, он вернулся к тренировкам на предсезонных сборах.
В шестом сезоне Кембо-Экоко набрал голевую форму, был одним из самых эффективных форвардов в Лиге 1, но растерял её во второй половине сезона. В отборочном раунде Лиги Европы он забил гол (свой первый гол в этом турнире) «Црвене звезде», позволив клубу выйти в групповой этап.
В своём последнем сезоне за французский клуб, Жирес забил 13 голов (включая все турниры) — это был лучший результат в его профессиональной карьере.

### «Аль-Айн»
После матча против «Лиона», Кембо-Экоко выехал в Эмираты, чтобы присоединиться к «Аль-Айн». За клуб Жирес провёл 57 матчей, в которых забил 25 голов.

### «Аль-Джаиш»
После первого сезона за «Аль-Айн» в котором «Кембиньо» наиграл за клуб 22 матча и забив 6 голов, при этом отдав 7 ассистов, Экоко перешёл вв катарский «Аль-Джаиш» на правах аренды. Вместе с командой Жирес выиграл Кубок Принца.

### «Аль-Наср»
После окончания контракта с «Аль-Айном» перешёл в другой арабский клуб — «Аль-Наср». Там, провёл 55 матчей, забив 12 мячей.

### «Бурсаспор»
Вернулся в Европу в 2017 году, заключив контракт с турецким «Бурсаспором». После окончания сезона 2018/19 завершил карьеру в качестве игрока.

## Международная карьера
Кембо-Экоко имел право защищать цвета ДР Конго или Франции, поскольку он имел оба гражданства. Однако, Жирес принял вызов в состав сборной Франции до 21 года, решив выступать за эту страну.

## Достижения
- Победитель Чемпионата ОАЭ по футболу (2): 2013, 2015
- Обладатель суперкубка ОАЭ: 2012
- Обладатель Кубка наследного принца Катара: 2014